# Masami Ihara
Masami Ihara (n. 18 septembrie 1967) este un fost fotbalist japonez.

## Statistici
| Japonia | Japonia | Japonia |
| An      | Meciuri | Goluri  |
| ------- | ------- | ------- |
| 1988    | 5       | 0       |
| 1989    | 11      | 0       |
| 1990    | 6       | 0       |
| 1991    | 2       | 0       |
| 1992    | 11      | 0       |
| 1993    | 15      | 2       |
| 1994    | 9       | 1       |
| 1995    | 16      | 1       |
| 1996    | 13      | 0       |
| 1997    | 21      | 1       |
| 1998    | 10      | 0       |
| 1999    | 3       | 0       |
| Total   | 122     | 5       |